# Leonid Michailowitsch Wolkow

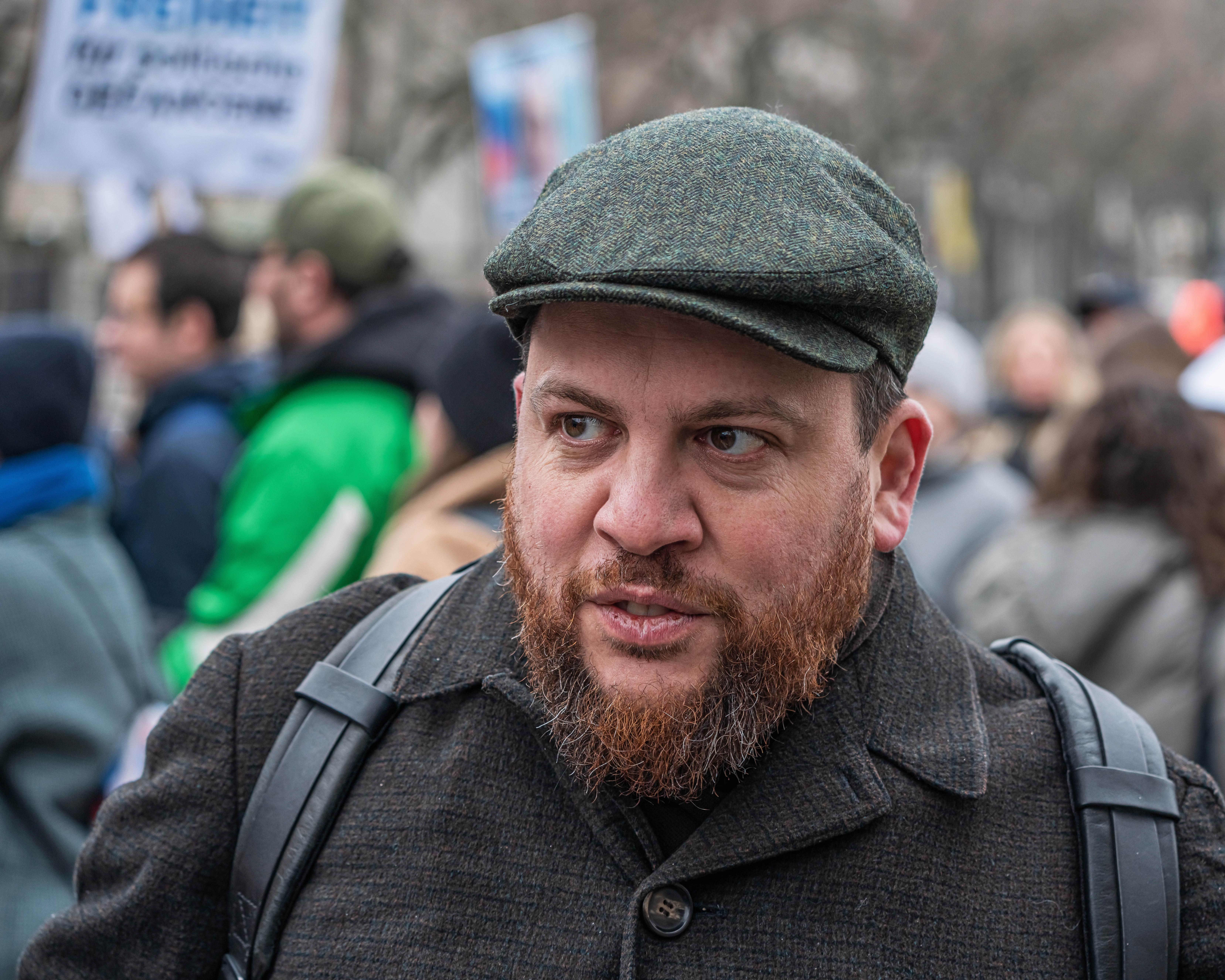
Leonid Wolkow (Januar 2023)

Leonid Michailowitsch Wolkow (russisch Леонид Михайлович Волков, wiss. Transliteration Leonid Michajlovič Volkov; * 1980 in Jekaterinburg) ist ein russischer Politiker, Bürgerrechtler, Dissident und war Vertrauter des Kreml-Kritikers Alexei Nawalny.

## Kindheit und Ausbildung
Leonid Wolkow wurde 1980 in Jekaterinburg am Uralgebirge als Sohn eines Mathematikers geboren. Er begann dort sein Mathematikstudium mit 17 und machte die Abschlüsse eines M.Sc. in Mathematik und Ph.D. in Computer Science an der Staatlichen Universität des Uralgebiets.

## Karriere
Parallel zum Mathematikstudium begann er für eine private russische Informationstechnik-Firma zu arbeiten, wo er über die nächsten 12 Jahre zum Vorstandsmitglied aufstieg.
2009 wurde er in Jekaterinburg als unabhängiger Kandidat in den Stadtrat gewählt.
2013 half er als Wahlkampfleiter Alexej Nawalny bei der Kandidatur für das Amt des Bürgermeisters.
Er wurde für Nawalnys Stiftung für Korruptionsbekämpfung tätig und galt seither als einer seiner wichtigsten Helfer.

Ab Dezember 2016 war Wolkow Leiter der Präsidentschaftskampagne 2018 von Alexej Nawalny.

### Exil ab 2019
Im August 2019 verließ Wolkow Russland, um dem politisch-juristischen Druck zu entgehen, und lebt seitdem in Litauen. Lebte er dort angeblich zuerst in Vilnius, zog er später in ein abgelegenes Dorf.
Im August 2021 leitete der Untersuchungsausschuss der Russischen Föderation Ermittlungen gegen Wolkow und Iwan Schdanow (der ebenfalls im Exil lebt) wegen der Finanzierung einer extremistischen Organisation ein. Schdanow und Wolkow wurde vorgeworfen, weiterhin Geld für die Stiftung für Korruptionsbekämpfung (FBK) gesammelt zu haben, nachdem die FBK vom Staat zur „extremistischen Organisation“ erklärt worden war. Die Höchststrafe für dieses Vergehen betrug 2021 acht Jahre.
Im Januar 2022 setzte der russische Finanzüberwachungsdienst Rosfinmonitoring (Росфинмониторинг), die russische Bundesbehörde zur Überwachung von Finanztransaktionen, Wolkow und ein Dutzend FBK-Mitglieder, darunter Nawalny, Iwan Schdanow und Ljubow Sobol, auf die Liste der „terroristischen und extremistischen“ Persönlichkeiten.
Im Februar 2022 stufte das russische Justizministerium Wolkow als „ausländischen Agenten“ ein.
Im Juli 2022 warnte Wolkow vor einem Waffenstillstand in der Ukraine.

Wolkows Auftritt in der Talkshow Markus Lanz am 20. September 2022 zum Krieg in der Ukraine wurde in der Zeitschrift Stern folgendermaßen zusammengefasst: 

„Wolkow zeigte auf, wie sehr Wagenknecht im Sinne Wladimir Putins agiert, weil sie darauf drängt, dass die Ukraine ‚realistische‘ Forderungen stellen muss und im Sinne einer Beendigung des Krieges zurückstecken sollte.“

Am 4. Oktober 2022 erschien sein Buch Putinland. Der imperiale Wahn, die russische Opposition und die Verblendung des Westens.

#### Überfall auf Wolkow 2024
Im März 2024 wurde Wolkow in Litauen vor seinem Haus in Vilnius überfallen, bei dem er mit Tränengas attackiert und einem Hammer zusammengeschlagen wurde. Auch wurde sein Autofenster eingeschlagen. Wolkow berichtete, ihm sei bei dem Angriff ein Arm gebrochen worden. Er gab bekannt, sich von dem Vorfall nicht einschüchtern zu lassen.
Der litauische Staatspräsident Gitanas Nausėda gab im April 2024 bekannt, dass in Polen zwei Personen festgenommen worden sind, die den gewaltsamen Angriff auf den Kreml-Kritiker Leonid Wolkow in Litauen verübt haben sollen.
Im September 2024 wurde der russische Exilant Leonid Newslin von führenden Vertretern der FBK beschuldigt, den Überfall angeordnet zu haben. Newslin bestritt dies und behauptete, dass die Quelle, von der die FBK ihre diesbezüglichen Informationen erhalten hat, ein Agent des russischen Staates bzw. des Putin-Regimes ist, die das Ziel habe, die ins Ausland geflüchtete russische Opposition zu entzweien.

## Privatleben
Wolkow ist mit Anna Biryukova verheiratet und praktizierender Jude. Er wandte sich „erst mit Mitte 30 der Religion“ zu, die für ihn als „integriertes moralisch-ethisches System“ gilt, obschon er jüdische Wurzeln hat.

## Auszeichnung
Im Mai 2023 wurde Wolkow in Stuttgart mit dem Theodor-Heuss-Preis ausgezeichnet.

## Veröffentlichungen
- Putinland. Der imperiale Wahn, die russische Opposition und die Verblendung des Westens, Droemer Knaur, 2022, ISBN 978-3-426-27899-4.